# Connor Jessup
Connor William Jessup (Toronto, 23 giugno 1994) è un attore, sceneggiatore e regista canadese.
È principalmente conosciuto per i ruoli di Ben Mason nella serie televisiva della TNT Falling Skies (2011-2015), per quelli nella serie antologica della ABC American Crime (2016-2017) e per quello di Tyler Locke in Locke & Key. Ha anche recitato in diversi film, in particolare nel premiato Blackbird (2012) e in Closet Monster (2015).

## Biografia

### Carriera

#### Come attore
Jessup ha iniziato a recitare all'età di 11 anni come attore bambino. Dopo vari primi lavori, incluso un ruolo nell'adattamento teatrale di The Full Monty, Jessup ha ottenuto un ruolo da protagonista nella serie televisiva per bambini Saddle Club, per la quale è anche accreditato come autore della trama di un episodio. Ha lavorato come produttore esecutivo per il film indipendente Amy George, presentato al Toronto International Film Festival del 2011.
Nel 2011, Jessup è stato scelto per il ruolo di Ben Mason, un personaggio principale nella serie televisiva di fantascienza della TNT Falling Skies. Ruolo che interpretò per tutte le cinque stagioni della serie.
Nel 2012, Jessup ha recitato nel film indipendente canadese Blackbird, nel quale ha interpretato un adolescente turbato accusato di aver pianificato un massacro scolastico. La performance di Jessup ha ricevuto recensioni positive ed il film ha vinto numerosi premi, tra cui il premio al miglior film d'esordio canadese al Toronto International Film Festival del 2012. Il film ha vinto tre premi all'Atlantic Film Festival ed ha vinto il premio Vancouver International Film Festival per il miglior film canadese. È stato anche proiettato al Festival di Cannes.
Nel 2015, Jessup ha anche recitato nel film Closet Monster, che ha vinto il premio come miglior film canadese al Toronto International Film Festival del 2015, ed è stato presentato in vari festival cinematografici in tutto il mondo, per poi essere distribuito a livello nazionale nel luglio 2016.
Nel 2016, Jessup ha recitato nella serie della ABC American Crime nel ruolo di Taylor Blaine. La sua interpretazione è stata elogiata dalla critica. È tornato nella terza stagione della serie nel ruolo di Coy Henson.
Nel 2018 è stato annunciato che Jessup avrebbe recitato nel ruolo di Tyler Locke nella serie Netflix Locke & Key, un adattamento della popolare serie a fumetti omonima di Joe Hill e Gabriel Rodríguez.

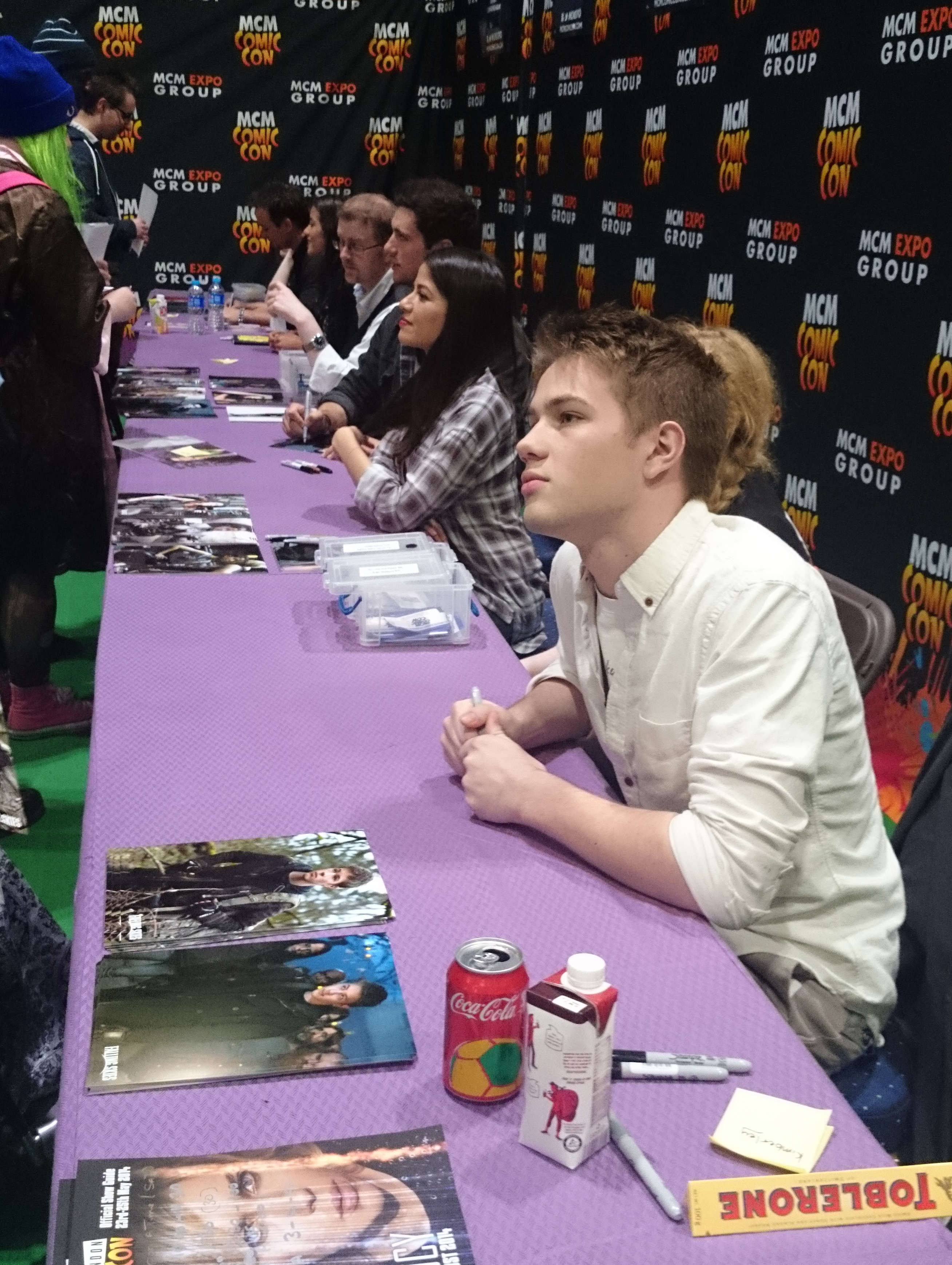
Jessup al London Comic Con nel 2014

#### Come regista
Jessup ha dichiarato in numerose interviste che la sua intenzione è quella di lavorare nell'industria cinematografica oltre che come attore anche come regista e filmmaker. In un'intervista con  Toronto Star, Jessup ha affermato che la regia "è dove la mia mente e il mio cuore [sono] al momento". Nel 2014, Jessup ha recitato nel cortometraggio Fragments e nel 2015, il cortometraggio Boy di Jessup, che ha scritto e diretto ed è stato finanziato da bravoFACT, è stato presentato in anteprima al 2015 Toronto International Film Festival.
Nel 2016, Jessup è stato incluso nell'elenco annuale dei 25 volti nuovi del cinema indipendente di Filmmaker Magazine. Il suo cortometraggio Lira's Forest, che ha scritto e diretto, è stato presentato in anteprima al 2017 Toronto International Film Festival. Jessup vuole espandere questa storia con un film, Simon's Forest.
Nel 2017, è stato annunciato che Jessup avrebbe diretto un film documentaristico sul regista thailandese Apichatpong Weerasethakul per FilmStruck e The Criterion Collection. Il film è stato distribuito nella primavera del 2018.
Nel 2019, ha prodotto il film omnibus 30/30 Vision: 3 Decades of Strand Releasing, che includeva cortometraggi di Ira Sachs, Catherine Breillat, Cindy Sherman, Athina Rachel Tsangari, Brady Corbet, Rithy Pahn, Lulu Wang e altri.. Ha contribuito al programma con il suo film Night Flight, ispirato al libro di Antoine de Saint-Exupéry.

## Vita privata
Jessup ha fatto coming out nel giugno 2019 dichiarandosi gay con un post pubblicato sul social network Instagram. Il 14 febbraio 2020 ha reso noto di avere una relazione sentimentale con l'attore Miles Heizer.
La coppia si è lasciata tra la fine del 2021 e l'inizio del 2022.

## Filmografia

### Attore

#### Cinema
- Blackbird, regia di Jason Buxton (2012)
- Skating to New York, regia di Charles Minsky (2013)
- What Doesn't Kill You, regia di Rob Grant - cortometraggio (2014)
- Fragments, regia di Stéphanie Anne Weber Biron - cortometraggio (2015)
- Closet Monster, regia di Stephen Dunn (2015)
- Crazy House, regia di Aaron Mirkin - cortometraggio (2015)
- Strange But True, regia di Rowan Athale (2019)
- Clifton Hill, regia di Albert Shin (2019)
- White Lie, regia di Yonah Lewis e Calvin Thomas (2019)

#### Televisione
- The Jon Dore Television Show – serie TV, episodi 1x9 (2007)
- Saddle Club (The Saddle Club) – serie TV, 26 episodi (2008-2009)
- King – serie TV, episodi 1x4 (2011)
- Falling Skies: The Enemy Within – miniserie TV, episodi 1x1-1x5-1x7 (2014)
- Falling Skies – serie TV, 49 episodi (2011-2015)
- American Crime – serie TV, 14 episodi (2016-2017)
- Locke & Key – serie TV, 20 episodi (2020-2022)

### Regista, sceneggiatore e produttore
- I Don't Hurt Anymore! - cortometraggio (2010)
- Little Coffins - cortometraggio (2014)
- Boy - cortometraggio (2015)
- Lira's Forest - cortometraggio (2017)
- Night Flight - cortometraggio (2019)

### Doppiatore
- Falling Skies the Game - videogioco (2014)

## Doppiatori italiani
- Mattia Nissolino in Saddle Club, American Crime
- Davide Perino in Falling Skies, Locke & Key
- Tommaso Lodolo in Falling Skies (ep. 1x04)
- Alessio Puccio in Strange But True